# كأس أمريكا الوسطى (كونكاكاف)
كأس أمريكا الوسطى (بالإنجليزية: CONCACAF Central American Cup)‏ و(بالإسبانية: Copa Centroamericana de Concacaf)‏ هي بطولة كرة قدم سنوية لأندية أمريكا الوسطى، ويتم تنظيمها بواسطة اتحاد أمريكا الشمالية والوسطى والكاريبي (كونكاكاف). يتأهل بطل البطولة مباشرةً إلى دور الـ16 من كأس أبطال الكونكاكاف رفقة بطلي كأس الدوريات وكأس الكاريبي.
تُوج ألاخولينسي الكوستاريكي بأول ألقاب هذه البطولة بعد فوزه في النهائي على ريال إستيلي النيكاراغوي 4-1 في موسم 2023.

## وصلات خارجية
- الموقع الرسمي